# 江夏夕子
江夏 夕子（えなつ ゆうこ、本名：目黒千代（旧姓：鈴木）1947年7月1日 - ）は、日本の元女優。

## 来歴・人物
東京都中野区出身。東京家政学院高等学校卒。
1966年、菊田一夫の誘いで東宝演劇部入り。芸術座での公演『霊界さまと人間さま』で初舞台。
1970年代前半、目鼻立ちのハッキリしたエキゾチックなルックスで、特に男性からの人気が高かった。
1981年、映画で共演したことが縁で11年交際していた目黒祐樹とホノルルで結婚式を挙げる。1979年には婚約をしていた。
2009年、C型肝炎の治療を行った。
娘の近衛はなもタレントとして活動している。
近年のメディアへの出演は、夫や娘を含めた家族との共演にほぼ限られており、不定期に旅番組に出演することがある。
父方祖父は市川松蔦二世、伯父は市川門之助、義父は近衛十四郎、義母は水川八重子、義兄は松方弘樹、義兄の元妻は仁科亜季子、義理の甥は目黒大樹、仁科克基、義理の姪は仁科仁美である。

## 出演

### 映画
- 栄光の黒豹（1969年、松竹） ※目黒祐樹と共演
- 新網走番外地（1971年、東映）
- 蒼ざめた日曜日（1972年、東宝）
- ヘアピン・サーカス（1972年、東宝）
- 喜劇 泥棒大家族 天下を盗る（1972年、東宝）

### テレビドラマ
- お嫁さん（1966年、CX）
- 千葉周作 剣道まっしぐら（1970年-1971年、TBS）- 奈々江
- 火曜日の女シリーズ / 人喰い（1970年、NTV）- 花城由記子
- 銭形平次（CX）
  - 第217話「金が敵」（1970年） - お町
  - 第259話「七年目の十手」（1971年） - お竜
  - 第275話「浮世花火」（1971年） - お町
  - 第331話「雷が殺した女」（1972年） - お峰
  - 第421話「蛤河岸に雨あがる」（1974年） - おしの
  - 第450話「ひと夜の悪夢」（1974年） - 園江
  - 第650話「十手無情」（1978年） - おふじ
- 遠山の金さん捕物帳（NET）
  - 第3話「鼠が愛した女」（1970年） - お春
  - 第158話「見捨てられなかった男」（1973年） - お夏
- ポーラテレビ小説 / 安ベエの海（1969年、TBS） - 中島亜沙子
- 大坂城の女（1970年、KTV）
- 細うで繁盛記（1970年、YTV）
- 柳生十兵衛 第25話「うらなり武士道」（1971年、CX） - おゆう
- 打ち込め! 青春（1971年、NET）
- ザ・ガードマン（TBS）
  - 第336話「セクシー娘お色気捕物帖」（1971年） - マサミ
  - 第341話「ヌードの悪女華やかな私生活」（1971年） - レイコ
- キイハンター（TBS）
  - 第189話「殺されに来た金色の眼の女」（1971年） - 美智子
  - 第196話「1972紅の翼大空を行く」（1972年）
  - 第226話「夏の陽の追跡！逃亡のハネムーン」（1972年）
  - 第234話「頑張れ! 小さなカウボーイ 死の谷の決斗」（1972年） - 田鶴子
- 荒野の素浪人 第4話「狙撃 関八州取締り」（1972年、NET）
- ウルトラマンA 第9話「超獣10万匹! 奇襲計画」（1972年、TBS） - 週刊誌カメラマン・鮫島純子
- 紫頭巾事件帖 第16話「地獄の祭礼」（1972年、12ch） - お文
- 大岡越前 第3部 第21話「因業大家と大工」（1972年、TBS） - お美代
- 木枯し紋次郎 第2シリーズ 第11話「駈入寺に道は果てた」（1973年、CX） - お染
- 眠狂四郎 第17話「岡っ引どぶが来た」（1973年、KTV）
- アイフル大作戦 第13話「逃亡と追跡 私の唇100万$」（1973年、TBS）
- いただき勘兵衛 旅を行く（1973年、NET） - お紺　※目黒祐樹、近衛十四郎と共演
- 助け人走る 第24話「悲痛大解散」（1974年、ABC / 松竹） - おくに
- 右門捕物帖 第12話「復讐」(1974年、NET/東映） -おきた
- バーディー大作戦 第20話「アベックギャングコンテスト」（1974年、TBS） - ミチル
- 水戸黄門 第5部 第6話「お新に惚れた男 -高山-」（1974年、TBS） - おちか
- 太陽にほえろ! 第102話「愛が終わった朝」（1974年、NTV） - 三好アキコ婦警
- 幡随院長兵衛 第17話「大江戸無責任男」（1974年） - お紺
- 傷だらけの天使 第17話「回転木馬に熱いさよならを」（1974年、NTV） - マサコ
- 大江戸捜査網（12ch） 
  - 第127話「恐怖の爆破作戦!」（1974年） - おくみ
  - 第169話「血ぬられた黄金の罠」（1974年）
  - 第310話「遊女流転! 女義賊の謎」（1977年） - おりょう
- 破れ傘刀舟 悪人狩り（NET） 
  - 第10話「三匹のカラス」（1974年） - お光
  - 第105話「闇の中に鈴が鳴る」（1976年） - おいね
- おからの華（1974年、NTV）
- 花ぼうろ（1976年、NTV）
- あかんたれ（1976年、THK）
- 赤い衝撃（1976年、TBS / 大映テレビ）
- 夜明けの刑事（1976年、TBS / 大映テレビ）第71話「襲われたホテル密室の復讐!!」 - よう子 役
- 江戸の旋風Ⅱ（1976年、CX)
- 必殺からくり人・血風編 第10話「とらぬ狸の紅い舌」（1977年、ABC） - およし
- 遠山の金さん 杉良太郎版 第87話「お白州で実った恋」（1977年、NET/東映）-菊
- 桃太郎侍 第44話「手鎖慕情」（1977年、NTV） - お豊
- Gメン'75（TBS）
  - 第92話「女の留置場」（1977年） - 戸川ミキ
  - 第108話「ヌードモデル殺人事件」（1977年） - 秋山郁子
  - 第155話「浴槽に浮かんだ死体」（1978年） - 加藤なおみ
  - 第170話「結婚サギ常習犯」（1978年） - 岩崎澄江
  - 第198話「パレットナイフの殺人」（1979年） - 沢村昌代
- 土曜ワイド劇場 / 自我の構図・愛と死（1978年、ANB）

### 情報・バラエティ
- 23時ショー（NET）
- ぶらり途中下車の旅（2002年、NTV）
- いい旅・夢気分（2005年・2006年、TX）
- 夫婦再旅（2017年、BS日テレ）

### CM・広告
- 株式会社ケンコー 白髪染め「サンカラーマックス」（2007年） ※夫婦で出演

## その他
- 1972年度 富士スピードウェイレースクイーン